# 박지훈 (1995년)
박지훈(朴智勳, 1995년 1월 21일 ~ )은 안양 KGC인삼공사의 가드이다.

## 중앙대학교시절
중앙대학교 4학년 때 기량이 만개하였다. 대학리그에서 득점 2위를 차지할정도록 득점 능력이 좋다. 팀의 주장이였던 박재한, 김국찬과 함께 중앙대의 부활을 이끌었다.

## 부산 KT 소닉붐시절
2016년 신인드래프트에서 전체 6순위로 부산 KT 소닉붐에 지명되었다. 데뷔 첫 시즌부터 간간히 출전시간을 보장받으며, 경험을 쌓았다. 2017-2018시즌에는 즉시전력감 신인인 허훈이 들어면서 출장시간이 줄어들었다. 그와중에 부상을 당하면서 출전시간이 더 줄어들었다. 2017-2018시즌에는 가드를 연이어 영입하면서 가드왕국이 되면서 출장시간이 많이 줄어들었다. 그러다 허훈이 부상을 당하면서 주전으로 나왔는데 잠재력을 폭발시키면서 팀의 상승세를 이끌었다. 허훈이 돌아오면서 출장시간이 줄어들었고, 그러던중 안양 KGC인삼공사에 트레이드 되었다.

## 안양 KGC인삼공사시절
2018년 11월 26일 안양 KGC인삼공사로 트레이드 되었다. 부산 kt 소닉붐 시절보다는 좀 더 많은 시간을 보장받으면서 뛰게 될 것이다.
한 기사에서 김승기 감독이 박지훈을 주전 포인트가드로 기용한다고 밝혔다. 휴식기 동안 팀에 빨리 녹아들어 전술이나 호흡을 잘 맞추는게 중요하다.
2018년 12월 7일 안양에서 열린 창원 LG 세이커스와의 경기에서 풀타임에 가까운 35분 24초를 뛰면서 19득점 9어시스트를 기록하면서 트레이드 후 첫경기부터 펄펄 날았다. 공수는 물론이고 패스나 경기 조율 등 여러 방면에서 김승기 감독에게 칭찬을 받았다.
이후 경기들에서 주전 포인트가드로 출전시간을 보장받고 있으며, 가드난에 시달리던 팀의 문제를 단번에 해결해주었다.
2019-2020시즌 종료후 군복무해결을 위해 상무 농구단에 지원하여 합격하였다. 2020년 6월 1일에 입대하며, 2021년 12월 1일에 제대했다.

## 학력
- 인천송림초등학교 졸업
- 송도중학교 졸업
- 송도고등학교 졸업
- 중앙대학교

## 경력
- 제 39회 이상백배 한*일 대학농구선발대회 대표팀
- 2017년 타이페이하계 유니버시아드 남자 농구 대표팀